# Dějiny Botswany
Botswana je jedním z míst nejdelší dobu osídlených lidmi. Přibližně od 2. století se tam rozšířilo pastevectví a zemědělství. V 11. století se v Botswaně nacházelo Království Mapungubwe. Od třicátých let 19. století probíhaly střety mezi místními kmeny a Búry. V 19. století vládl části území Botswany král Sechele, který spolu s Davidem Livingstonem nechal zřídit v Botswaně misijní stanici a roku 1848 byl pokřtěn a později sám šířil křesťanstv a roku 1852 porazil Búry v bitvě u Dimawe.
V roce 1885 se jižní část Botswany stala britským Protektorátem Bečuánsko, v němž byla zachována moc místních vládců. V roce 1890 se součástí protektorátu stala celá dnešní Botswana. Roku 1966 se Botswana stala nezávislou republikou.

## Doba kamenná

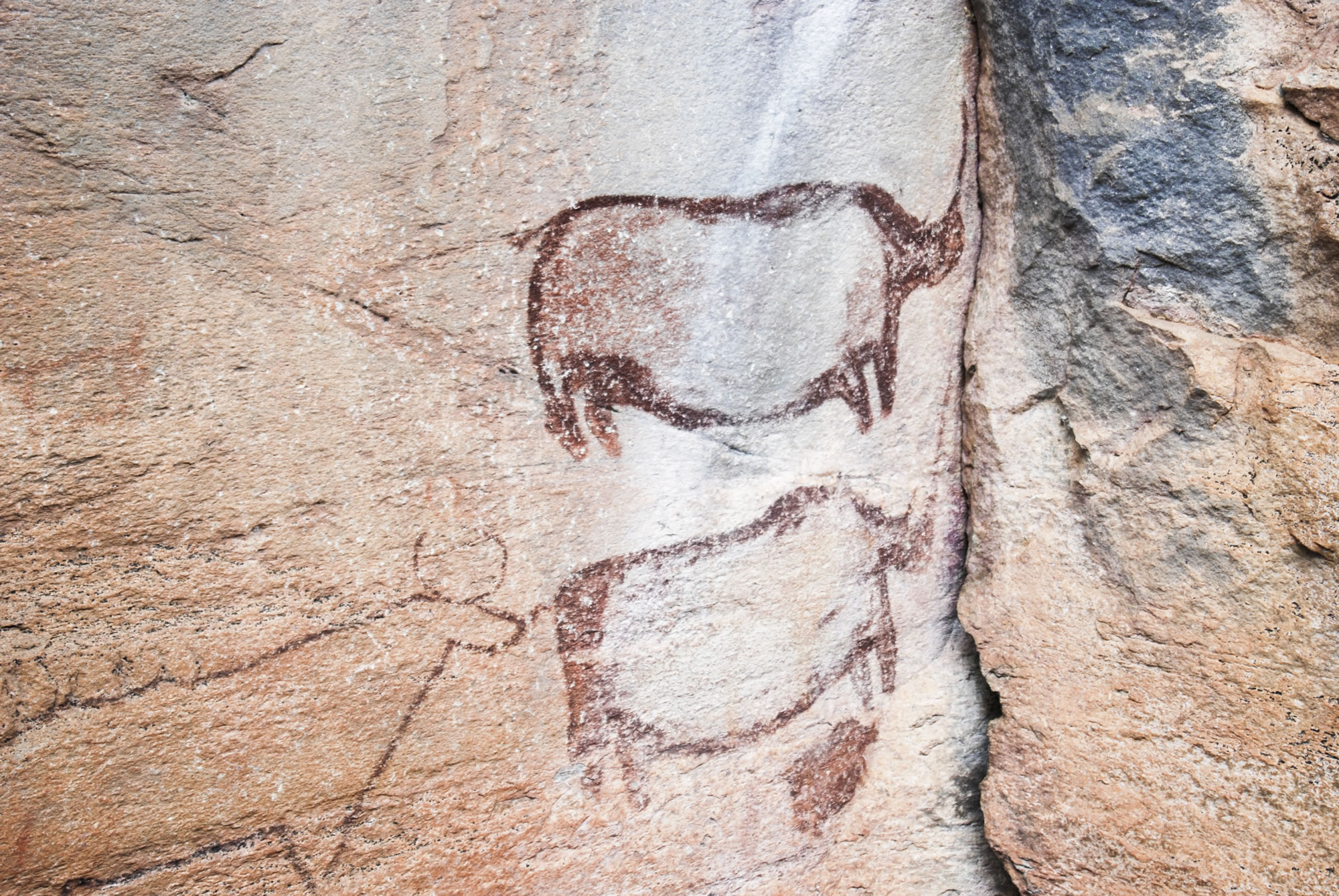
Malba dvou nozorožců. V pohoří Tsodilo jsou dochovány skalní malby. Nejstarší pocházejí přibližně z 1. století.

Nejstarší stopy lidského osídlení nalezené v Botswaně jsou staré přes milion let.
Botswana je moderními lidmi (Homo sapiens sapiens) osídlena několik stovek tisíc let. Dle vědecké studie z roku 2019 na základě výzkumů mitochondriální MtDNA vznikli moderní lidé právě na území dnešní Botswany a před 200 000 lety zde žila žena, která je předkyní všech dnes žijících lidí na celém světě.
Původními obyvateli oblasti byli Křováci a Khoikhoiové, kteří se živili lovem a sběrem. Ve skalách v pohoří Tsodilo na severozápadě země jsou dochovány skalní malby, které místní vytvářeli přibližně od počátku našeho letopočtu až do devatenáctého století. Na přibližně 4 500 malbách jsou zobrazeni lidé i zvířata.

## Příchod zemědělství
Mezi lety přibližně 3 000 př. n. l. až 500 probíhala v Africe expanze Bantu. Kmeny ze západní Afriky, souhrnně označované jako Bantuové, které znaly zemědělství, se masově stěhovaly jižní poloviny Afriky, která byla velice řídce obydlena lovci a sběrači. Na území Botswany začali Bantuové pronikat pravděpodobně ve druhém století.
Nově příchozí přinesli do oblasti zemědělství a původní obyvatelstvo se asimilovalo. Obživa Bantuů zahrnovala pěstování obilí, chov skotu a ovcí, hrnčířství a zpracování železa. Nejstarší známá tavicí pec v Botswaně pochází z doby kolem roku 190. Z 6. století pochází nejstarší stopy chovu skotu. Kolem roku 1000 byla východní část Botswany osídlena Bantuy, zatímco západní část obývalo původní obyvatelstvo, tedy Křováci a Khoikhové. Toto rozložení obyvatelstva s menšími změnami zůstalo dodnes.
Přibližně mezi lety 700 a 1 200 existovala na východě země kultura s centrem na kopci Toutswe hill, která svého vrcholu dosáhla kolem roku 1050. Od osmého století jsou i v západní části země dochovány mušle z pobřeží Indického oceánu, které sloužily jako platidlo.

## Středověká a raně novověká Botswana

### Království Mapungubwe
Prvním doloženým státním útvarem na území Botswany bylo království Mapungubwe, jehož centrum se nacházelo u soutoku řek Šaši a Limpopo (na trojmezí Botswany, Zimbabwe a Jihoafrické republiky). V centru původního království se dodnes nachází vrch Mapungubwe (v Jihoafrické republice). Území království Mapungubwe se značně rozrostlo kolem roku 1050, načež bylo Toutswe opuštěno. Hlavní město království mělo přibližně 5 000 obyvatel.

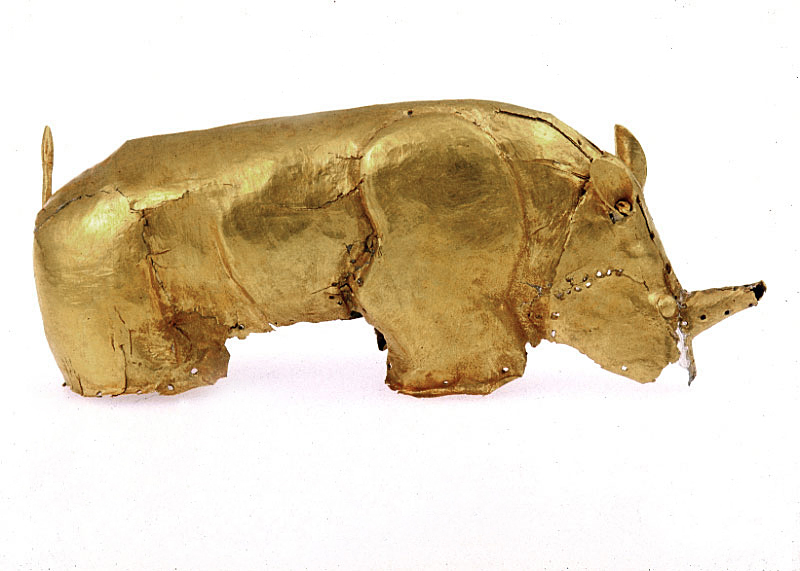
Zlatá soška nosorožce nalezená v Mapungubwe v Jihoafrické republice přes řeku od Botswany. Jednalo se o sídlo království Mapungubwe.

### Velké Zimbabwe
Během třináctého století se hlavní mocnosti v regionu stává Velké Zimbabwe založené etnikem Šonů, o němž existují dobové písemné záznamy od Arabů. Není však jasné, zda toto království ovládalo také část území Botswany. V polovině 15. století se stát rozpadl.

### Království Butua
Přibližně v letech 1450 až 1683 se na západě Zimbabwe rozkládalo království Butua, které ovládalo také oblast na východě Botswany kolem jezera Makgadikgadi.

### Říše Rozvi
V roce 1683 bylo království Butua nahrazeno říší Rozvi, jejíž centrum se nacházelo na území dnešního Zimbabwe, avšak říše ovládala také území východní Botswany.

### Západ Botswany
Na jihu Botswany převažoval a převažuje etnikum Tswana. Kolem roku 1500 Tswanům vládli náčelníci z klanu Phofu. Po jejím rozpadu se v oblasti nacházely náčelnictví pod nadvládou klanů Hurutshe, Kwena a Kgatla. Populace byla tvořena drobnými osadami s ohradami dobytka. Obyvatelstvo se živilo pastevectvím. V sedmnáctém století došlo k poměrně velké společenské změně, kdy začala vznikem větší sídla včetně měst. Od sedmnáctého století byla sídla chráněna kamennými zdmi.
Kolem roku 1700 se část Tswanů v jihovýchodní části země dostala pod moc klanu Ngwaketse. Kolem roku 1750 klan ovládal velkou část jižní Botswany.

## Mfecane
V první polovině 19. století došlo v jižní části Afriky k masovému přesouvání jednotlivých kmenů a bojů mezi nimi. Dnes se toto období nazývá Mfecane či Difaqane. Zjednodušeně řečeno situace začala expanzí Zulského království (dnes na území Jihoafrické republiky) za vlády krále Šaky. Před Šakou uteklo mnoho kmenů severním směrem, kde se dostaly do střetu s místními obyvateli. Na území Botswany expandoval Mzilikazi, král kmene Ndebele, který v letech 1838 až 1840 vyvrátil Říši Rozvi.

## První kontakty s Evropany
Od roku 1830 probíhaly občasné střety mezi Tswany a Búry (osadníky z Nizozemska), kteří odcházeli z britské Kapské kolonie a usazovali se východním směrem.

### Tswanské státy

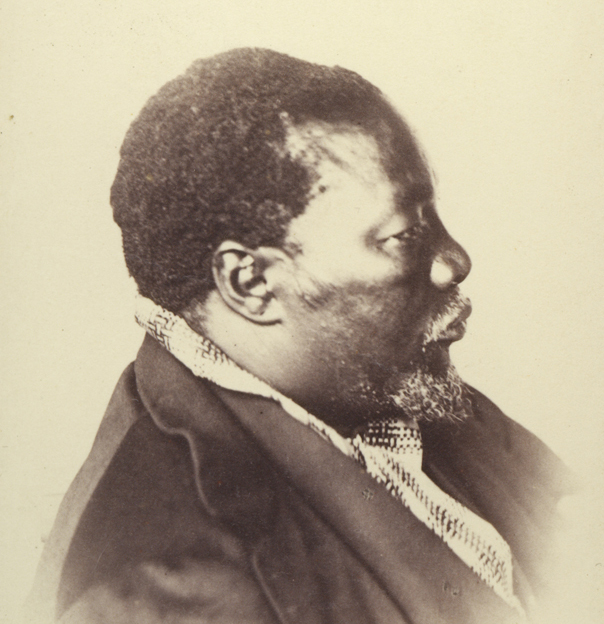
Sechele, král státu Kwena. Vládl od roku 1831 do roku 1892. Za jeho vlády proběhla christianizace Botswany. Obrázek nakreslil Gustav Fritsch roku 1865.

Po skončení období Mfecane se na jihu země nacházelo několik států Tswanů, z nichž mnohé byly pokračováním předválečných států. Nejvýznamnější byly Ngwaketse, Kwena a Ngwato. Tyto státy soupeřily o obchod se slonovinou a pštrosím peřím. Tyto komodity byly dopravovány do britské Kapské kolonie na jihozápadním cípu Afriky.

### Král Sechele

David Livingstone založil v Botswaně misii. Ve spolupráci s místním vládcem Sechelem proběhla christianizace Botswany.

Nejvýznamnějším tswanským králem z tohoto období byl Sechele (neboli Setshele) z dynastie Kwena, jehož moc se soustředila kolem města Molepolole na jihu Botswany. Narodil se v roce 1812 a zemřel roku 1892, což byl v tehdejší době v Africe velice neobvyklý věk dožití. Když mu bylo 10 let, jeho otec byl zavražděn a Sechele byl vyhnán do pouště. V roce 1831 se stal vládcem části Kweny.
Roku 1847 se král Sechele sešel s britským cestovatelem a misionářem Davidem Livingstonem v Tshwane (dnešní Pretorie v Jihoafrické republice). Livingstone založil v jižní Botswaně poblíž dnešního hlavního města Gaborone misii Kolobeng, čímž začala christianizace Botswany. Zakládání misií místní vládci podporovali, jelikož jim umožnilo získat přístup k evropským zbraním a střelnému prachu. Sechele se naučil číst a psát. Do setswanštiny byla přeložena Bible. Svých pět dětí poslal na vzdělání do misie k misionáři Robertu Moffatovi do britské Kapské kolonie.
Samotný Sechele nemohl být pokřtěn, jelikož měl pět manželek. V roce 1848 se však se čtyřmi z nich rozvedl a byl pokřtěn. Část Kweny byla však stále ovládána Sechelovým strýcem. Sechele mu na usmíření poslal střelný prach. Jeho strýc však daru nedůvěřoval a zapálil ho. Při explozi zemřel. Po jeho smrti se Sechele stal vládcem celé Kweny. Později Sechele sám šířil křesťanství mezi dalšími africkými národy. Do Kweny za Sechelovy vlády uprchlo 30 000 lidí z jiných afrických států.

### Válka mezi Tswany a Búry (1852–1853)
V roce 1852 Búrové, mezi nimiž byl i mladý Paul Kruger, napadli tswanské kmeny. Významným střetnutím této války byla bitva u Dimawe v srpnu 1852. Bitva probíhala 7 dní a to na jihu dnešní Botswany 30 kilometrů od Gaborone. Botswanské kmeny vedl král Sechele. Búrové před bitvou zaútočili na misijní stanici Davida Livingstona. Zpočátku v bitvě vítězili Búrové, avšak když Sechele zaútočil na Búry pomocí evropských děl, byli Búrové donuceni k ústupu. Bitva si vyžádala dle Livingstona vyžádala 60 mrtvých Tswanů a 38 mrtvých Búrů.

Po vítězství u Dimave Tswanové zaútočili na búrskou Transvaalskou republiku. Válka mezi Tswany a Búry skončila v lednu 1853 mírem, který s Tswany uzavřel Andries Pretorius.

V roce 1885 zřídila Velká Británie nad územím Botswany Protektorát Bečuánsko.

Král Sechele a Londýnská misionářská společnost si na útok Búrů stěžovali u Britů, kteří však v té době nestáli o spory v Búry. Sechele chtěl připlout do Londýna za královnou Viktorií, aby s ní jednal o ochraně před Búry. Avšak když dorazil do Kapského města (britská kolonie), tak mu došly peníze, a tudíž nemohl odplout do Londýna.
Německý cestovatel Karl Mauch objevil roku 1867 ložiska zlata poblíž Francistownu na východě Botswany.

## Britská kolonizace

### Válka mezi Tswany a Búry
Po první búrské válce se Búrům podařilo expandovat do země Tswanů na území dnešní Jihoafrické republiky, kde v roce 1882 založili republiky Stellaland a Goshen. V roce 1884 byla založena německá kolonie Německá jihozápadní Afrika (dnešní Namibie), čímž hrozilo spojení Německého císařství (tehdejší rival Spojeného království) a búrských republik. V roce 1883 britská vojska vpadla do těchto dvou nových búrských republik.

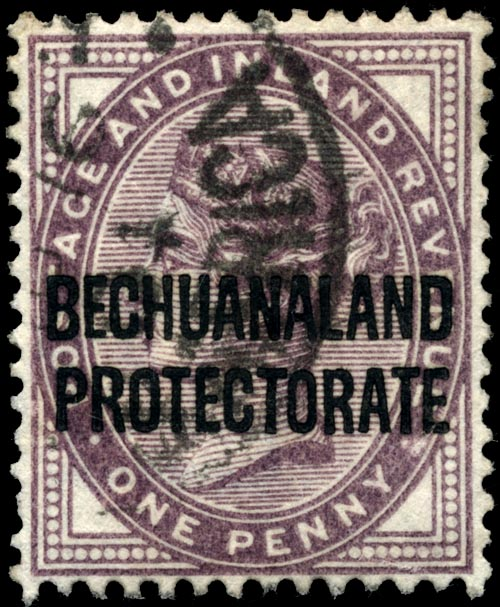
Poštovní známka britského Protektorátu Bečuánsko z roku 1897.

### Protektorát Bečuánsko
V roce 1884 Britové vyslali vojenskou expedici do oblasti. Čtyři tisíce vojáků vedl Cecil Rhodes a Charles Warren. Tyto dvě búrské republiky byly dobyty a s místními černošskými vládci byly uzavřeny smlouvy. V březnu 1885 Britové vyhlásili na území dobytých republik korunní kolonii Britské Bečuánsko, která byla o deset let později připojena ke Kapské kolonii. V březnu 1885 na sever od něj na území Botswany Britové vyhlásili Protektorát Bečuánsko nad jejich zdejšími černošskými spojenci. Místním vládcům byla ponechána značná moc. Britové zajišťovali pouze ochranu před jinými evropskými státy. Vnitřní správu řídili místní vládci.

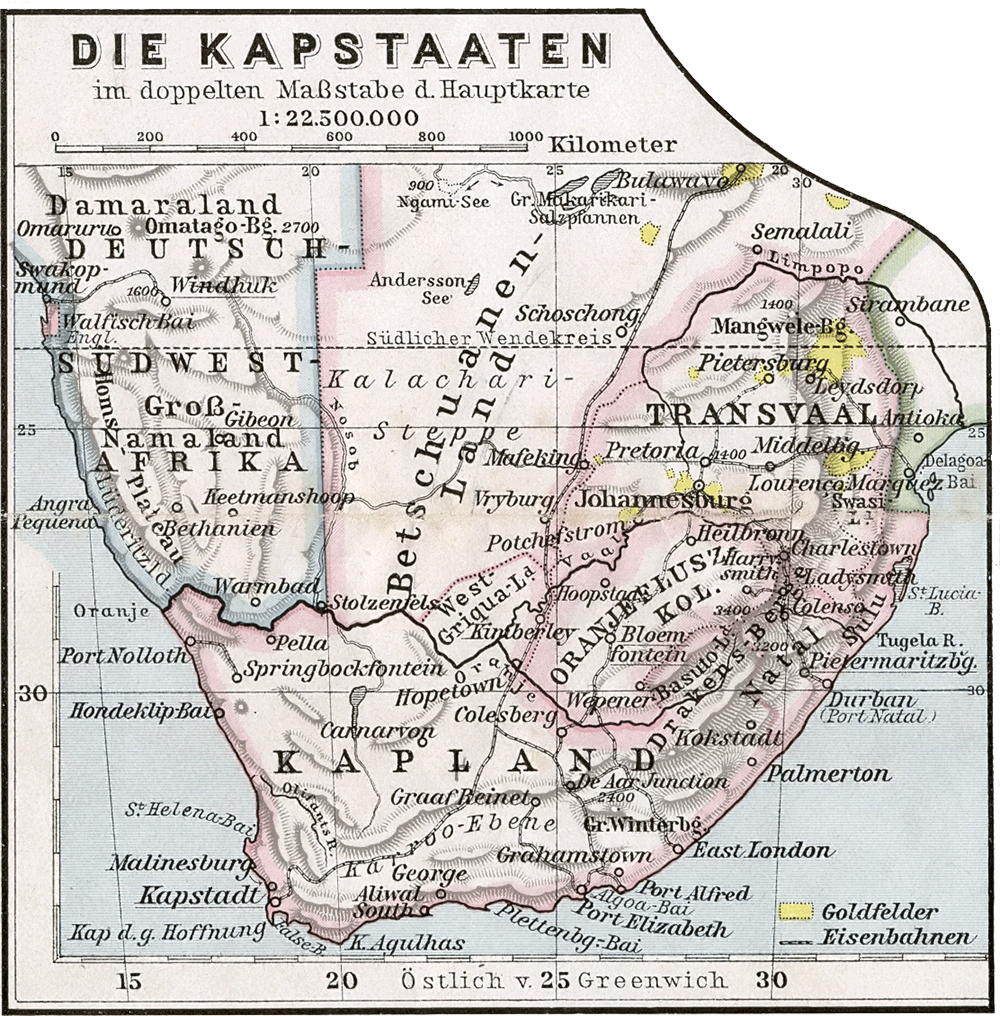
Německá mapa jižní Afriky z roku 1905. Růžově je ohraničeno britské území (Kapská kolonie a Protektorát Bečuánsko), modře německé a zeleně portugalské.

Celá Botswana se dostala pod britský protektorát 30. června 1890, kdy byla rozšířena jeho severní hranice o stát Tawana a další kmeny ze severu dnešní Botswany.
1. července 1890 byla mezi Spojeným královstvím a Německým císařstvím uzavřena Helgolandská smlouva. Británie získala Zanzibar a Německo Helgoland v Severním moři. Byla stanovena hranice mezi Německou jihozápadní Afrikou (dnešní Namibie) a britským Protektorátem Bečuánsko (dnešní Botswana). Namibii a Botswanu dodnes rozděluje právě tato hranice.
Od roku 1891 připadala velká moc v Bečuánsku Vysokému komisaři pro Jižní Afriku, který sídlil v Mahikengu v dnešní Jihoafrické republice.
Na území protektorátu expandovala také Britská Jihoafrická společnost v čele s Cecilem Rhodesem, která se dostala do sporu s místními kmeny. Britové plánovali začlenění Protektorátu Bečuánsko (tedy dnešní Botswany) ke Kapské kolonii, což by znamenalo konec samosprávné vlády místních králů. Roku 1895 tři místní králové (Khama III., Bathoen I. a Sebele I., syn Secheleho) za podpory křesťanských misionářů z Evropy odpluli do Londýna, aby se pokusili vyjednat odmítnutí začlenění Bečuánska do Kapské kolonie. V Londýně se sešli s britskou královnou Viktorií. Začlenění Bečuánska do Kapské kolonie následně Britové odmítli.
V roce 1896 začala stavba železnice spojující Kapskou kolonii (dnešní Jihoafrickou republiku) a Rhodesii (dnešní Zimbabwe), která vedla skrze Botswana. Otevřena byla roku 1897.
V letech 1908 a 1909 bylo odmítnuto začlenění protektorátu do Jihoafrické unie.
V roce 1910 vznikla jihoafrická celní unie mezi britskými koloniemi – Jihoafrickou unií, Protektorátem Bečuánsko (dnešní Botswana), Lesothem a Svazijskem. Po první světové válce se do celní unie přidala také britská Jihozápadní Afrika (dnešní Namibie).
Během první světové války Britové dobyli Německou jihozápadní Afriku (dnešní Namibii). Ač Namibie sousedí s Botswanou, tak se Botswany první světová válka ve větší míře nedotkla. Na jejím území neprobíhaly boje ani během druhé světové války.

## Botswanská republika
V roce 1964 bylo založeno město Gaborone, které se stalo hlavním městem Botswany. Roku 1965 se sídlo Protektorátu Bečuánsko přesunulo z Mahikengu mimo Botswanu do Gaborone v Botswaně. V červnu 1966 Britové přijali plán na samosprávu Botswany.
30. září 1966 Botswana vyhlásila nezávislost. Kmenoví králové již neměli reálnou ani formální moc. Botswana se stala republikou. Prezidentem byl zvolen Seretse Khama, vnuk krále Khamy III., který v roce 1895 v Londýně vyjednal zachování Protektorátu Bečuánsko. První prezident měl s manželkou běloškou syna Iana Khamu, který se později stal také prezidentem.
V roce 1967 bylo poblíž Orapy objeveno velké ložisko diamantů. Po tomto objevu došlo k prudkému ekonomickému růstu. Od získání nezávislosti se jedná o politicky stabilní zemi bez jakýchkoliv válek. V roce 2020 byla dle indexu lidského rozvoje Botswana třetím nejrozvinutějším africkým státem (po Alžírsku a Tunisku), tedy nejrozvinutějším státem v Subsaharské Africe. Hrubý domácí produkt je v Botswaně druhý nejvyšší v Africe.
V druhé polovině 20. století se zde vytvořila srbská menšina. Do Botswany se stěhovali odpůrci komunistického režimu a během občanské války v Jugoslávii také uprchlíci před válkou.
Od devadesátých let 20. století je Botswana extrémně zasažena virem HIV, kterým je k roku 2019 nakaženo 22,2 % populace této země, což z ni dělá třetí nejvíce zasaženou zemi světa.
V letech 2020, 2021 a 2022 v zemi probíhala pandemie covidu-19, která v Botswaně nejsilněji udeřila v červenci 2021. Ke dni 23. 8. 2021 si pandemie v Botswaně vyžádala 2 081 životů.
Dne 22. 11. 2021 v Botswaně tým vědců pod vedením virologa Sikhulile Moyo původem ze Zimbabwe jako první na světě objevil ve vzorcích Covidu z počátku měsíce novou variantu viru SARS-cov-2 označenou jako B.1.1.529, později zvanou jako omikron. Tato varianta se v následujících měsících rozšířila do většiny zemí světa, kde způsobila rekordní nárůsty nakažených. V únoru 2022 tvoří většinu případů také v České republice.
Současným (k roku 2021) prezidentem je Mokgweetsi Masisi. Všichni prezidenti jsou z Botswanské demokratické strany.